# スマートデイズ

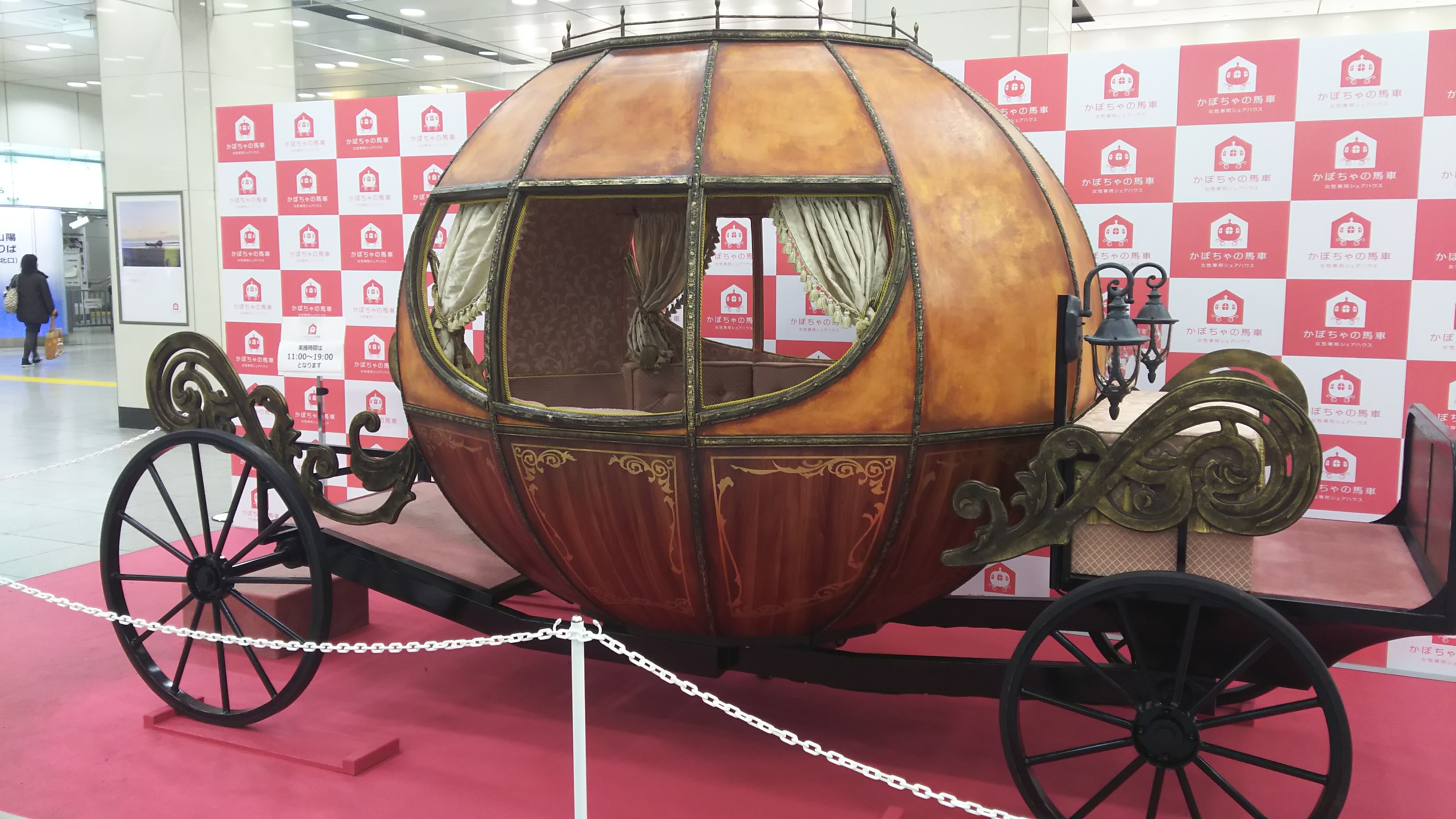
「かぼちゃの馬車」の宣伝

株式会社スマートデイズ（SMART DAYS, INC）は、かつて東京都中央区銀座に本社を置いていた不動産会社である。女性専用シェアハウス「かぼちゃの馬車」や男性向けシェアハウス「ステップクラウド」のサブリース（不動産転貸）事業などを展開していた。

## 沿革
2012年8月、資本金300万円で株式会社スマートライフ設立。設立当初はいわゆる「脱法シェアハウス」や「違法貸しルーム」と言われるものを手掛けていた。2013年7月、資本金を950万円に増資。2014年5月、資本金を5000万円に増資、「かぼちゃの馬車」ブランド事業を開始。2015年7月、有料職業紹介事業登録、資本金を1億円に増資。2016年5月、「STEP CLOUD」「キャン泊」ブランド事業を発表。同年10月、入居者会員制度「club smart」を開設。2017年3月、「LIRY」ブランド事業を発表。同年8月、株式会社オーシャナイズと資本業務提携契約を締結、資本準備金含む資本金を21億円に増資、旅館業を開始。同年10月2日、株式会社スマートライフから現在の名称に商号変更。
2018年4月9日、東京地方裁判所に民事再生法の適用を申請し、監督命令を受けた。負債総額60億3523万円。4月18日、民事再生法の申請が棄却され、保全管理命令を受けた。5月15日、破産手続開始決定を受けた。関連会社の株式会社ステップライフも同年6月20日に東京地方裁判所から破産手続開始決定を受けた。
2019年2月19日に第1回となる債権者集会が行われ、破産管財人は債権者が届け出た債権の総額が1053億円であることを明らかにした他、「脱法シェアハウス」が違法と判断されたため、2013年9月6日に国土交通省が出した通達により、寄宿舎への転換を余儀なくされていたことを明らかにした。さらに、2015年2月にスルガ銀行が当社関連の融資を打ち切ったことにより経営破綻寸前に至っていたことや、株主が変わっていたことなどが明らかとなった。
スマートデイズは2021年5月19日に法人格が消滅した。